# Pseudapinops
Pseudapinops är ett släkte av tvåvingar. Pseudapinops ingår i familjen parasitflugor.
Kladogram enligt Catalogue of Life:
| Pseudapinops | \| \| Pseudapinops niger \| \| \| \| \| \| Pseudapinops rogalis \| \| \| \| |
|              | \| \| Pseudapinops niger \| \| \| \| \| \| Pseudapinops rogalis \| \| \| \| |
|              | Pseudapinops niger                                                          |
|              |                                                                             |
|              | Pseudapinops rogalis                                                        |
|              |                                                                             |